# Harry Thuku
Harry Thuku (1895 - 14 de junho de 1970) foi um político queniano e um dos pioneiros no desenvolvimento do nacionalismo africano moderno no Quênia. Ele ajudou a fundar a Young Kikuyu Association e a Associação da África Oriental  antes de ser preso e exilado de 1922 a 1931. Em 1932 tornou-se presidente da Kikuyu Central Association, em 1935 fundou a Associação Provincial de Kikuyu, e em 1944 fundou a Kenya African Study Union. Oposto ao movimento Mau Mau, retirou-se posteriormente para a cafeicultura.

## Educação
Harry Thuku nasceu em Kambui, no distrito de Kiambu, no centro do Quênia. Sua família era Kikuyu, um dos grupos étnicos que mais perderam terras para os colonos brancos durante a ocupação britânica do Quênia. Ele passou quatro anos na escola da Missão Gospel Kambui,  tornando-se tipógrafo do Leader, um jornal de colonos europeus. Em 1918, ele assumiu o cargo de operador de telégrafo no escritório do Tesouro do governo em Nairóbi. Ele acumulou vasta experiência enquanto trabalhava para o governo, se tornando um dos primeiros quenianos a ser totalmente capaz de trabalhar na língua inglesa.

## Ativismo político

### Associação Kikuyu
Em associação com Abdalla Tairara, Thuku ajudou a fundar a Associação dos Jovens Kikuyu, a primeira organização a defender os interesses africanos no Quênia colonial. A Associação dos Jovens Kikuyu era um grupo não militante que perseguia uma luta de libertação pacífica e estruturada com o governo e as missões. Sua principal preocupação era a preservação das terras dos africanos. Thuku argumentou que a terra era um importante fator de produção e que os meios de subsistência do povo Kikuyu, que são principalmente agricultores, corriam o risco de ser perdidos. Sua mensagem reverberou fortemente não apenas dentro de sua tribo Kikuyu imediata, mas também com outras comunidades agrícolas no Quênia e na África. De 1920 a 1921, Thuku serviu como secretário da Associação Kikuyu. No entanto, ele estava mais interessado em medidas orientadas para a ação para enfrentar os crescentes desafios econômicos enfrentados pelos africanos quenianos, percebendo que a organização estava se tornando fortemente política e, portanto, mal equipada para atingir os objetivos originais da associação de emancipação econômica. Em 1921, ele deixou seu cargo na Associação Kikuyu. Os africanos quenianos estavam sofrendo dificuldades econômicas, e os europeus que agora controlavam vastas áreas da economia local queriam reduzir ainda mais os salários dos nativos africanos sob o pretexto de reviver a posição econômica da colônia. A visão política e econômica de Thuku para o africano nativo é amplamente creditada como um importante tema comum subjacente que foi adotado e caracterizou grandemente a grande luta africana pela independência econômica e política.

### Associação da África Oriental
Em julho de 1921, Thuku fundou a Associação da África Oriental, a primeira organização política multiétnica na África Oriental. Com sede em Nairóbi, a Associação da África Oriental atraiu seus membros de muitos grupos tribais, embora a maioria fosse Kikuyu. Excepcionalmente para a época, a Associação da África Oriental também envolveu várias mulheres. Fez campanha contra o sistema kipand de controle de passes e o trabalho forçado de mulheres e meninas.

#### Prisão e exílio
O governo colonial do Quênia se opôs fortemente aos objetivos da associação. A colônia dominada por colonos ainda não estava pronta para qualquer representação contundente das visões econômicas, sociais e políticas africanas e decidiu banir os movimentos políticos nacionais. Em 14 de março de 1922, Thuku foi preso em conexão com suas atividades políticas. Nos dois dias seguintes, houve manifestações iniciadas por Mary Muthoni Nyanjiru para protestar contra sua prisão. A primeira manifestação, no dia 15, transcorreu pacificamente, dispersando-se após uma oração pública pela segurança de Thuku. Em 16 de março de 1922, uma multidão de 7.000 a 8.000 de seus apoiadores se reuniu em torno da delegacia de polícia de Nairóbi para exigir sua libertação da prisão. A polícia acabou abrindo fogo contra os manifestantes, matando pelo menos 25 deles. Civis brancos se juntaram ao tiroteio e podem ter atirado em alguns dos manifestantes pelas costas. Thuku foi exilado, sem acusação ou julgamento, para Kismayu na Província da Fronteira Norte do Quênia, na atual Somália.
Durante a ausência de Thuku, o governo da época tentou cooptar a liderança da associação com incentivos monetários e reformas pontuais. Thuku permaneceu em seus pensamentos como um líder primário. A Associação da África Oriental recusou-se a participar do processo político, mas os indivíduos cooptados e muitos outros que estavam interessados nos direitos políticos africanos clássicos permaneceram ativamente engajados.

### Associação Central Kikuyu
Thuku recebeu permissão para retornar a Kiambu em janeiro de 1931. Naquela época, o governo colonial permitia a formação de partidos políticos tribais restritos apenas a algumas 'pátrias' tribais. Isso foi feito para evitar uma revolta nacional contra as autoridades coloniais. Em 1932, Thuku tornou-se presidente da Associação Central de Kikuyu, então o principal grupo político africano do Quênia. Embora surgissem dissensões entre os legalistas e os líderes cooptados da associação, fomentados pelas potências coloniais da época. As lutas pelo poder dividiram a organização em facções.

### Associação Provincial de Kikuyu
Harry Thuku passou a reunir os remanescentes leais da Associação da África Oriental, que foi renomeada como Associação Provincial de Kikuyu em 1935, dedicada ao protesto legal e não militante. Em 1944 ele fundou a Kenya African Study Union, a precursora da Kenya African Union.

## Influência no movimento de independência
Os ideais e a abordagem de Harry Thuku foram uma vertente na maior luta africana pela independência política e econômica do final dos anos 1940 aos anos 1960. No entanto, a defesa de Thuku pela moderação na luta política causou uma divisão permanente entre Thuku e a geração ascendente dos futuros líderes do Quênia. Ele se opôs fortemente ao movimento Mau Mau. Em 12 de dezembro de 1952, ele transmitiu à nação, dizendo que "Hoje nós, os Kikuyu, estamos envergonhados e vistos como pessoas sem esperança aos olhos de outras raças e perante o governo. Por quê? Por causa dos crimes perpetrados por Mau Mau e porque os Kikuyu se tornaram Mau Mau." Em 28 de janeiro de 1954, ele se juntou a outros vinte e dois líderes Kikuyu em Kabete, subscrevendo um apelo ao povo para que renunciasse e denunciasse os Mau Mau.

## Aposentadoria da política
Thuku mais tarde se aposentou para uma vida de sucesso na agricultura de café em Kabete, província central do Quênia. Um dos primeiros Kikuyu a ganhar uma licença de café, em 1959 ele se tornou o primeiro membro africano do conselho da Kenya Planters Coffee Union. Ele morreu em 14 de junho de 1970.
A Rodovia Harry Thuku, em Nairóbi, foi nomeada em homenagem a ele.